# モーリス・ピヤール・ベルヌーイ
モーリス・ピヤール・ベルヌイユ（Maurice Pillard Verneuil、1869年4月29日 - 1942年9月21日）はフランスのデザイナー、美術評論家である。「アールヌーボー」の時代に活動した。

## 略歴
フランス北部、エーヌ県のサン＝カンタンに生まれた。1888年にパリのエコール・デ・ボザールに入学し、建築を学んだ。建築の研究の他、エジプト学や絵画の様々な技法などを独学で学んだ。新しい美術への興味から、アール・ヌーヴォーの先駆者とされるウジェーヌ・グラッセが教えていたパリの美術師範学校(École normale d'enseignement du dessin、建築家のゲラン(Alphonse Théodore Guérin)が長く校長を務めたことから「ゲラン学校」(l'Ecole Guérin)とも呼ばれた。)に1892年に入学した。日本のデザインや植物や動物の図案化などの著者を現した。
ウジェーヌ・グラッセに誘われて、1897年から美術雑誌「Art & Décoration」の仕事をし、多くの記事を書いた。「Le Monde moderne」や「 L'Image」といった雑誌にも評論や表紙絵を描いた。
第一次世界大戦の後、スイスのジュネーブに移り、その後ヴォー州の Rivazに住んだ。後進の指導も行い、アメデエ・オザンファンらを教えた。

## 作品

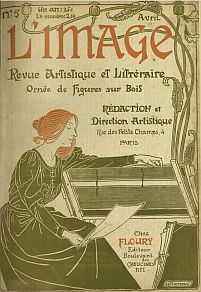
雑誌表紙絵
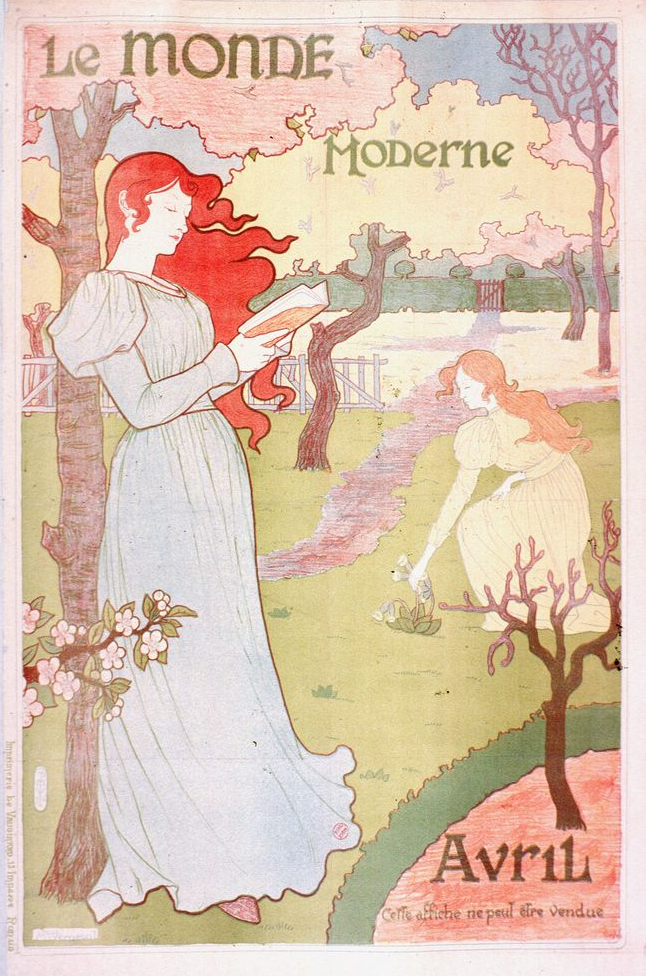
雑誌表紙絵
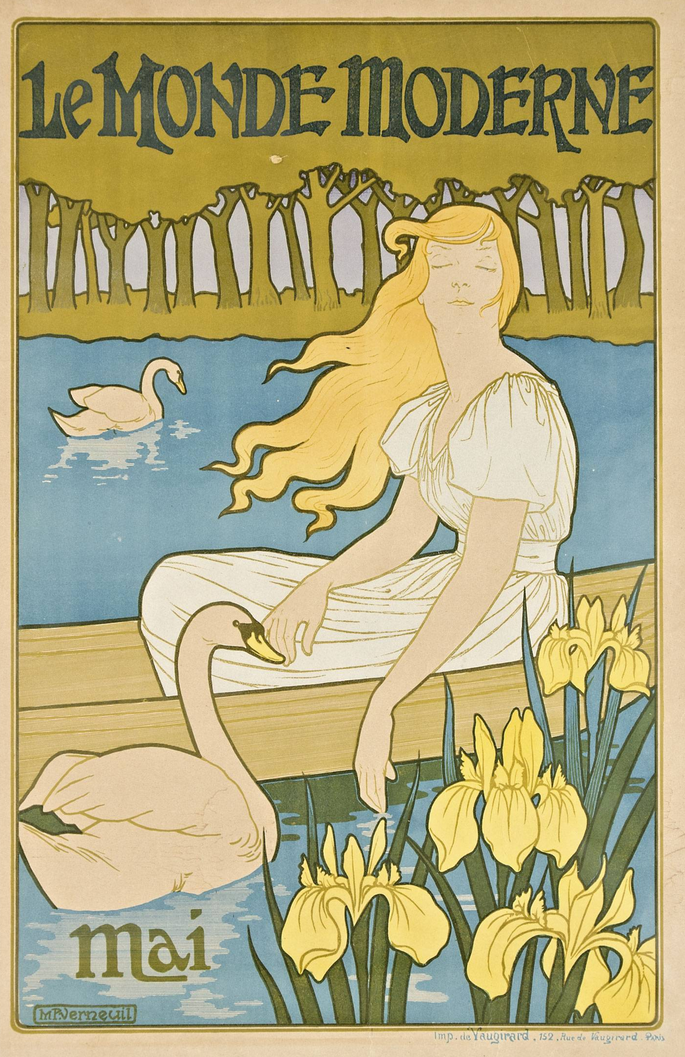
雑誌表紙絵
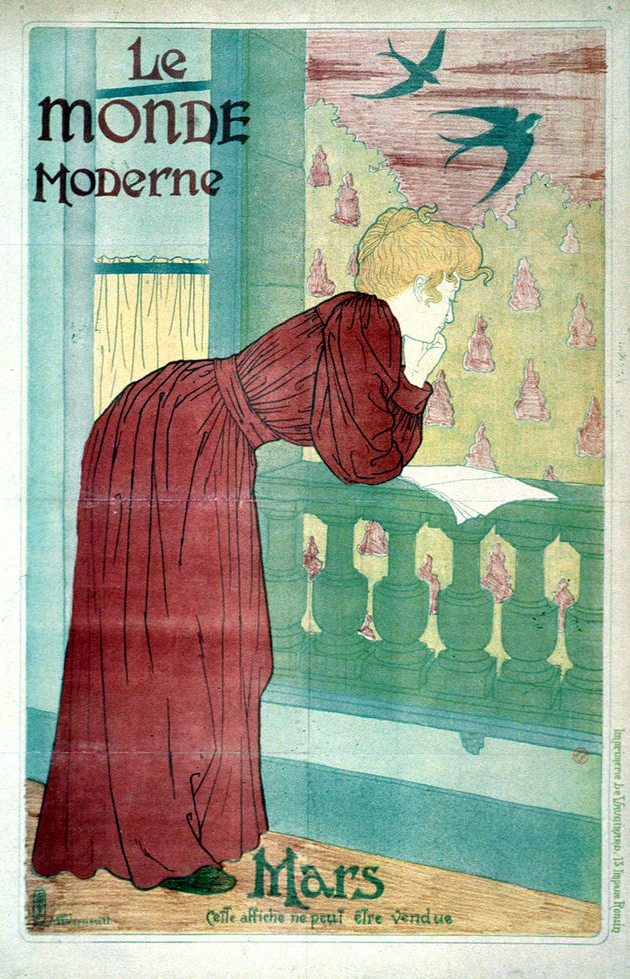
雑誌表紙絵

### 著書図版

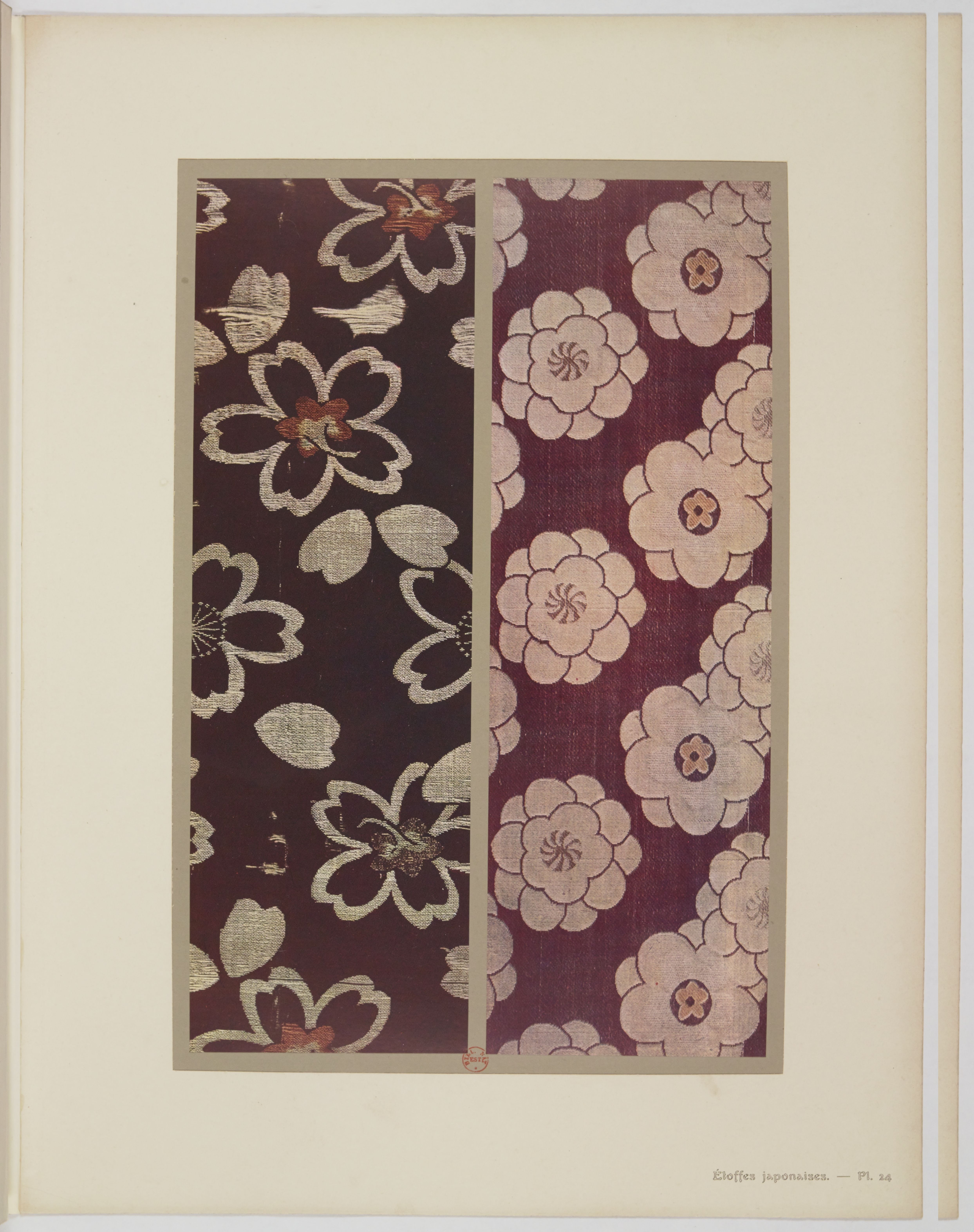
『日本の染織』の挿図
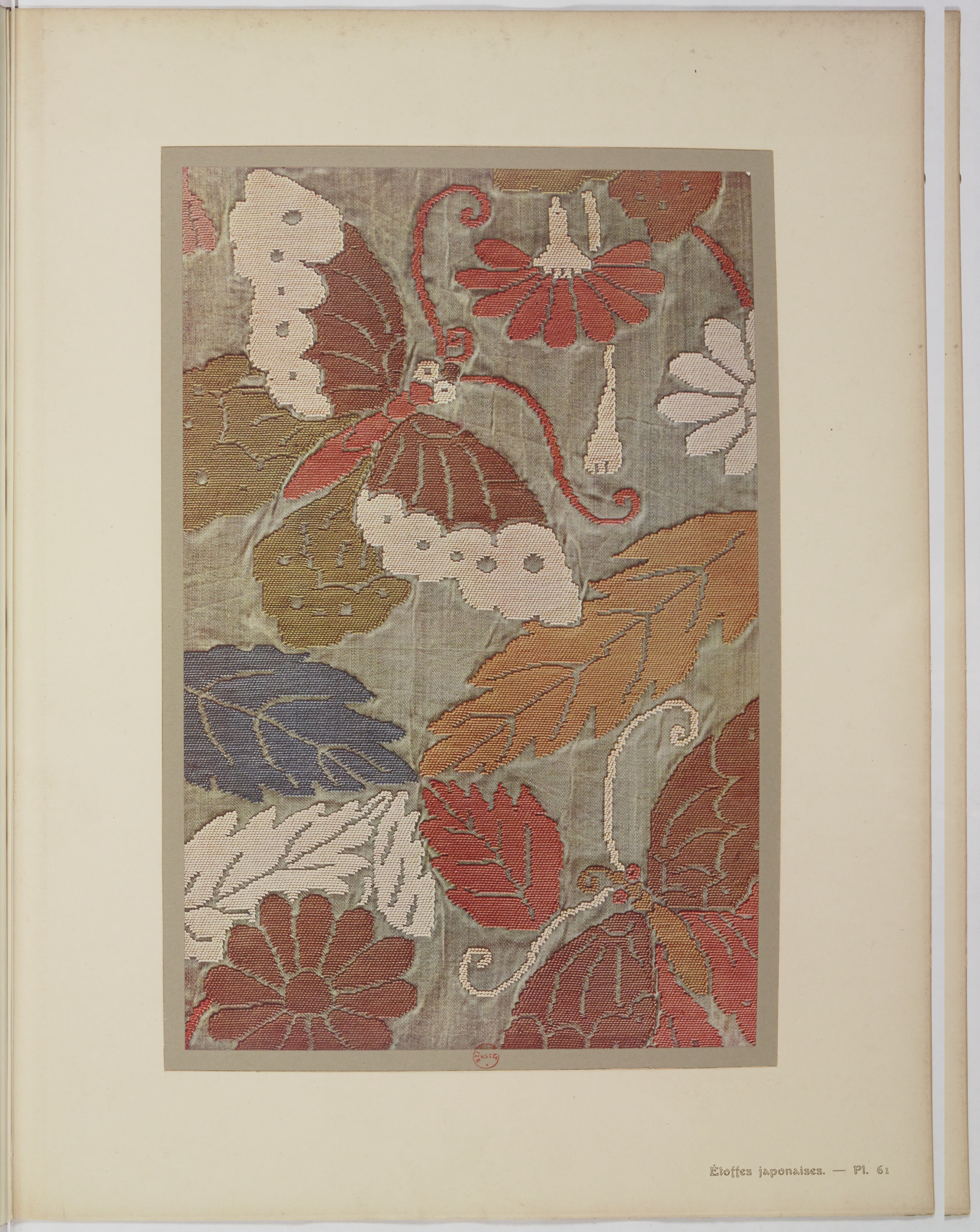
同左
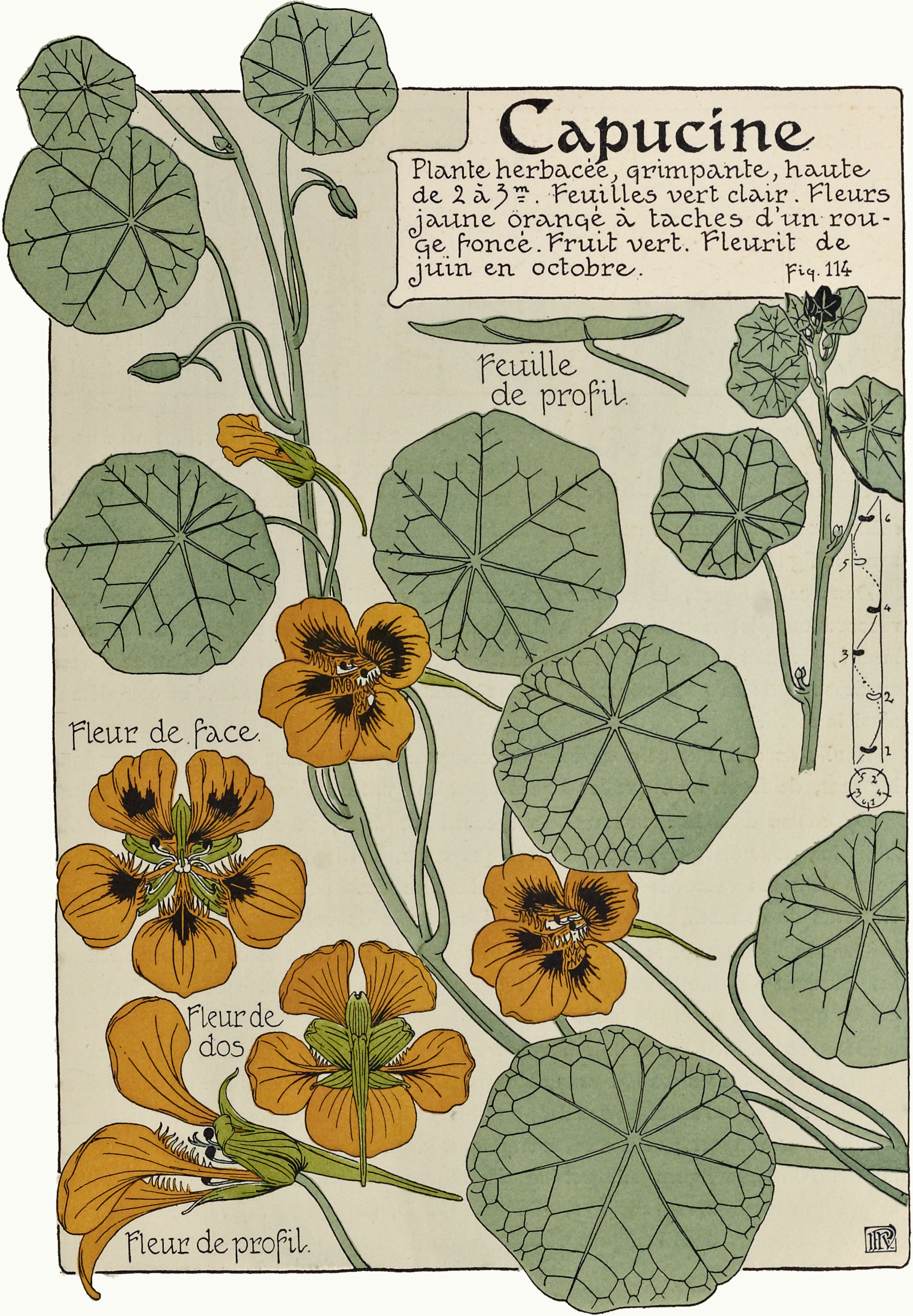
『植物の研究：商業美術への応用』の挿図
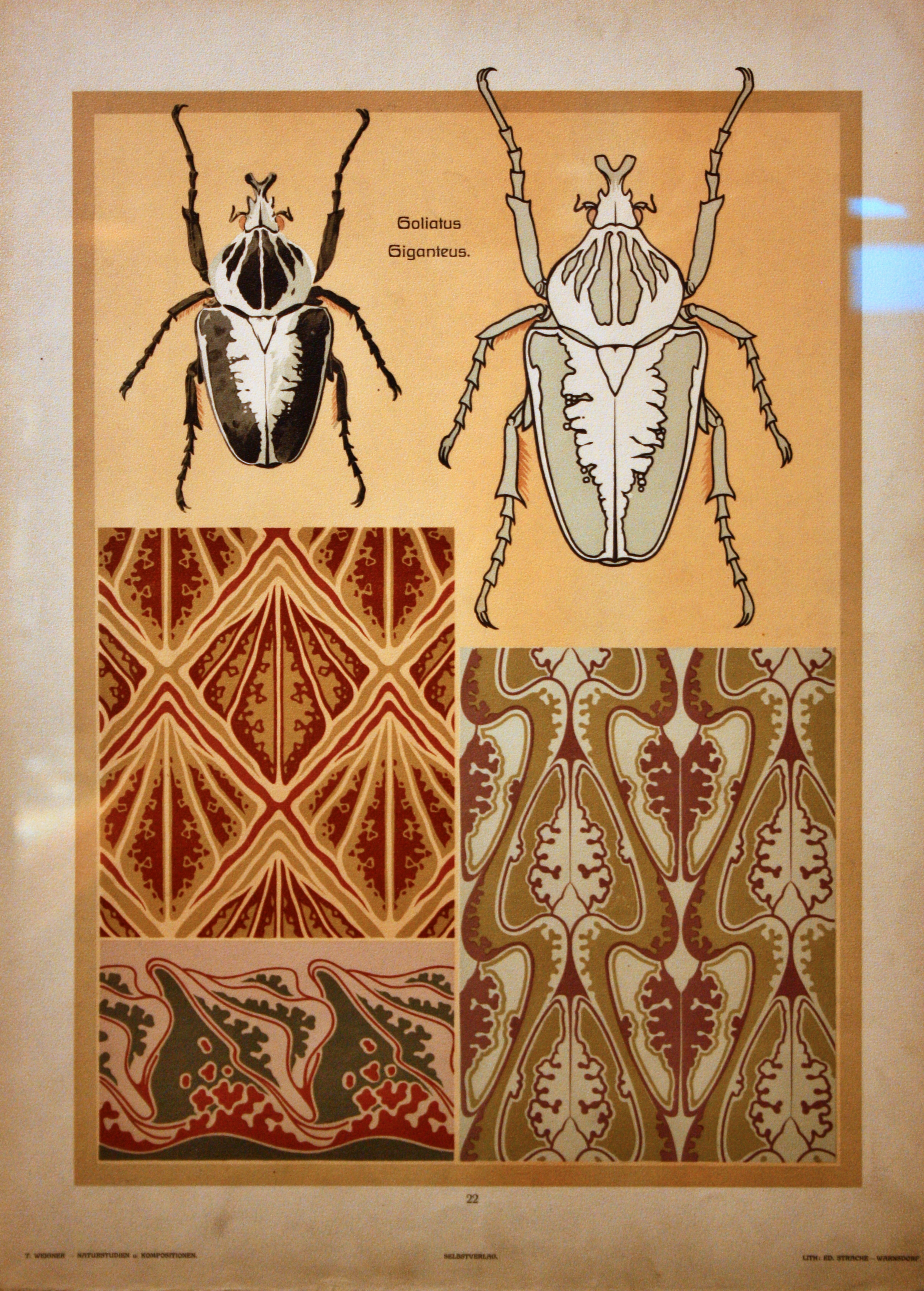
『装飾における動物』の挿図